# Бараковська (муніципальне утворення «Ровдинське»)
Бараковська (рос. Бараковская) — присілок в Шенкурському районі Архангельської області Російської Федерації.
Населення становить 50 осіб. Входить до складу муніципального утворення Ровдинське муніципальне утворення.

## Історія
Від 1937 року належить до Архангельської області.
Від 2004 року належить до муніципального утворення Ровдинське муніципальне утворення.

## Населення
| 2002 | 2010 | 2012 |
| ---- | ---- | ---- |
| 64   | ↘44  | ↗50  |